# Můrovec
Rod můrovec (Phalaenopsis) z čeledi vstavačovité je nejčastěji pěstovaným rodem orchidejí. Zahrnuje asi 60 různých druhů, které jsou převážně epifytické a příležitostně litofytní. Jejich přirozený výskyt je v oblastech tropické Asie, Číny, Indie, Nepálu, Indonésie, Nové Guineji a severovýchodní Austrálie. Některé druhy nalezneme na Červeném seznamu z roku 1997 jako ohrožené nebo zranitelné.

## Stanoviště
V přírodě rostou tyto orchideje převážně jako epifyty na kmenech a větvích stromů, řidčeji i na kamenném podkladu.

## Anatomie a morfologie rostliny

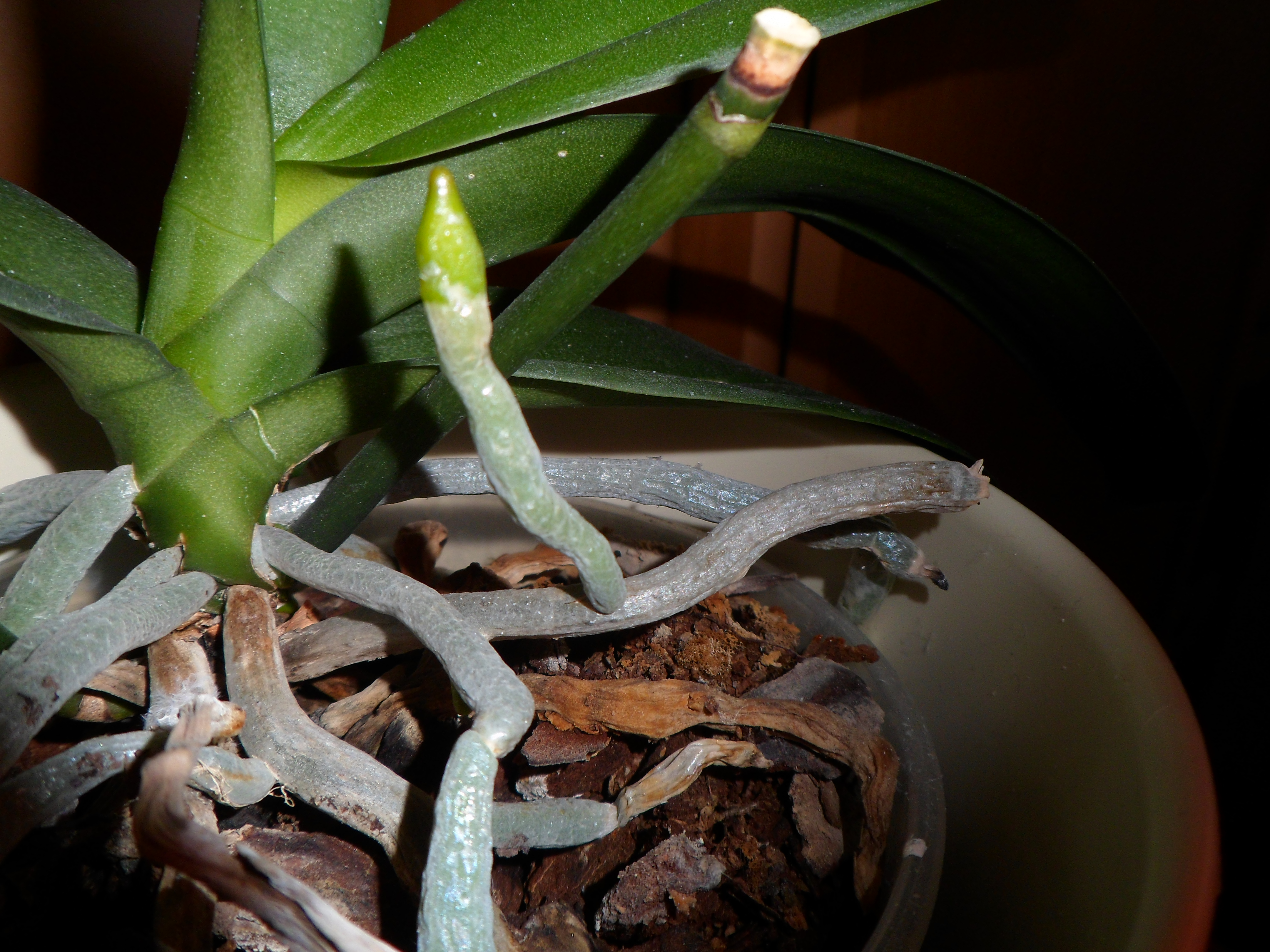
Šedo-stříbrný kořen se zeleným vzrostným vrcholem

### Kořen
Kořeny jsou uzpůsobené k přichycení k podkladu. Jsou pevné, hladké, silné a na povrchu mají vrstvu odumřelých buněk nazývající se velamen, která jim dává šedo-stříbrnou barvu. Tyto buňky jsou naplněné vzduchem. Slouží jako ochrana před mechanickým poškozením či spálením od slunce. Ve chvíli, kdy velamen nasákne vodu, zprůhlední a zezelená. Velamen nekryje vzrostný vrchol kořene, který je celý zelený a velmi citlivý vůči svému okolí.

### Stonek a listy
Můrovce patří mezi monopodiální skupinu rostlin, které mají pouze jeden krátký stonek, který je redukovaný a nese tmavě zelené listy. Vyrůstající listy jazykovitého tvaru jsou masité, na povrchu kožovité. Mohou dorůstat do délky až 40 cm. Na kvalitu listů má znatelný vliv umístění rostliny.

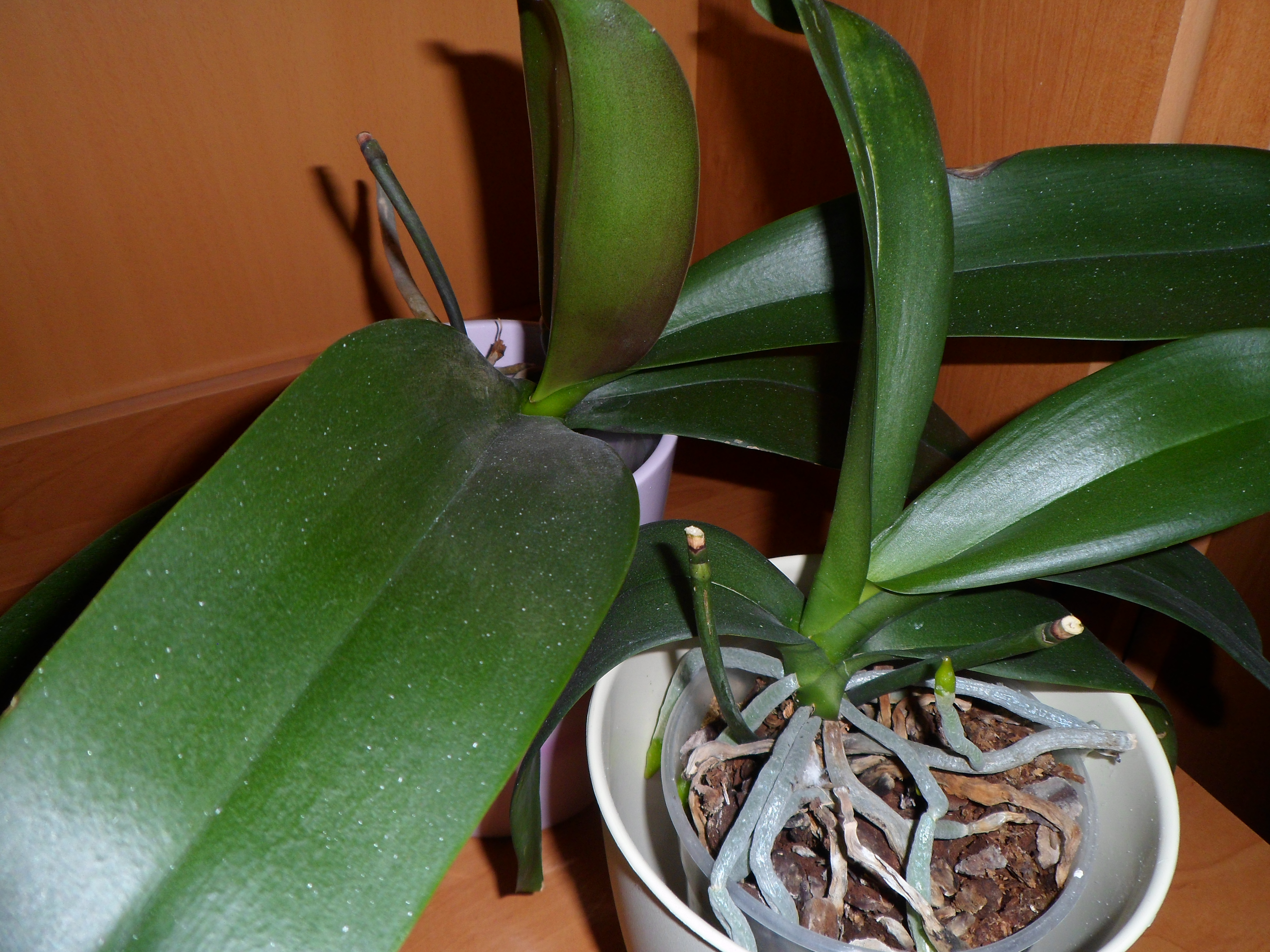
Listy jazykovitého tvaru

### Květy a semena
V období květu vynese rostlina stvol se 4 – 10 květy, které vyrůstají z pupenů většinou ve střední části stvolu. Květy různých pestrých barev svým tvarem připomínají motýla a jsou bilaterálně symetrické. Každý květ sestává ze šesti okvětních lístků ve dvou trojčetných kruzích. Vnější kruh se skládá ze tří lístků zvané sepaly (kališní) a vnitřní kruh má taktéž tři lístky zvané petaly (korunní). Spodní petal se od ostatních liší tvarem a nazývá se labellum (pysk). Slouží jako přistávací plocha pro opylovače. Uprostřed květu nad labellem se nachází kolumna (sloupek) nesoucí bliznu a prašníky, které jsou označovány jako brylky kvůli pylu utvářeného do „hrudek“. Po opylení a dozrání tobolkovitého semeníku, jenž v době zralosti praskne, se uvolní drobná semínka bělavé či žlutavé barvy. Semena patří mezi nejmenší na světě - na jeden gram můžeme počítat až milion semen.

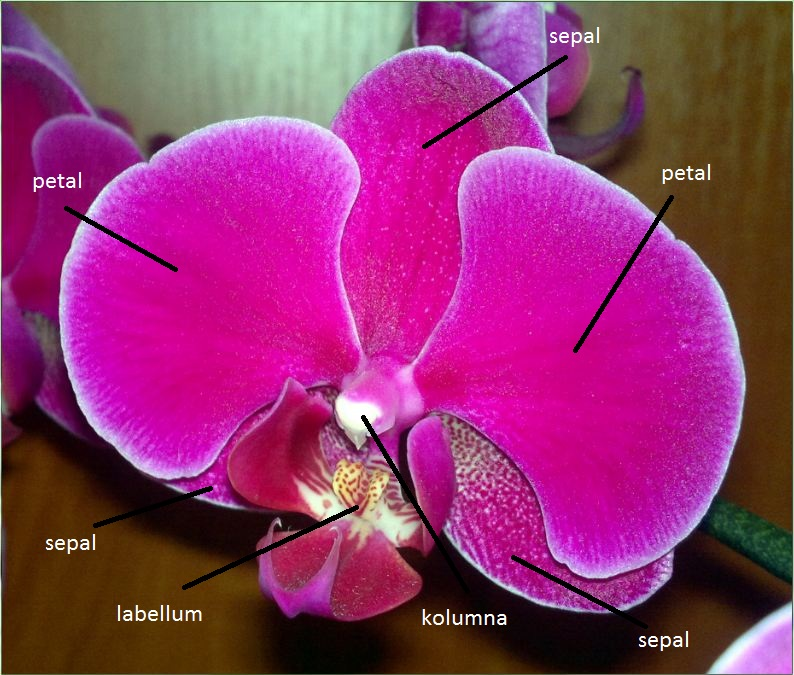
Květ s popisem jednotlivých částí

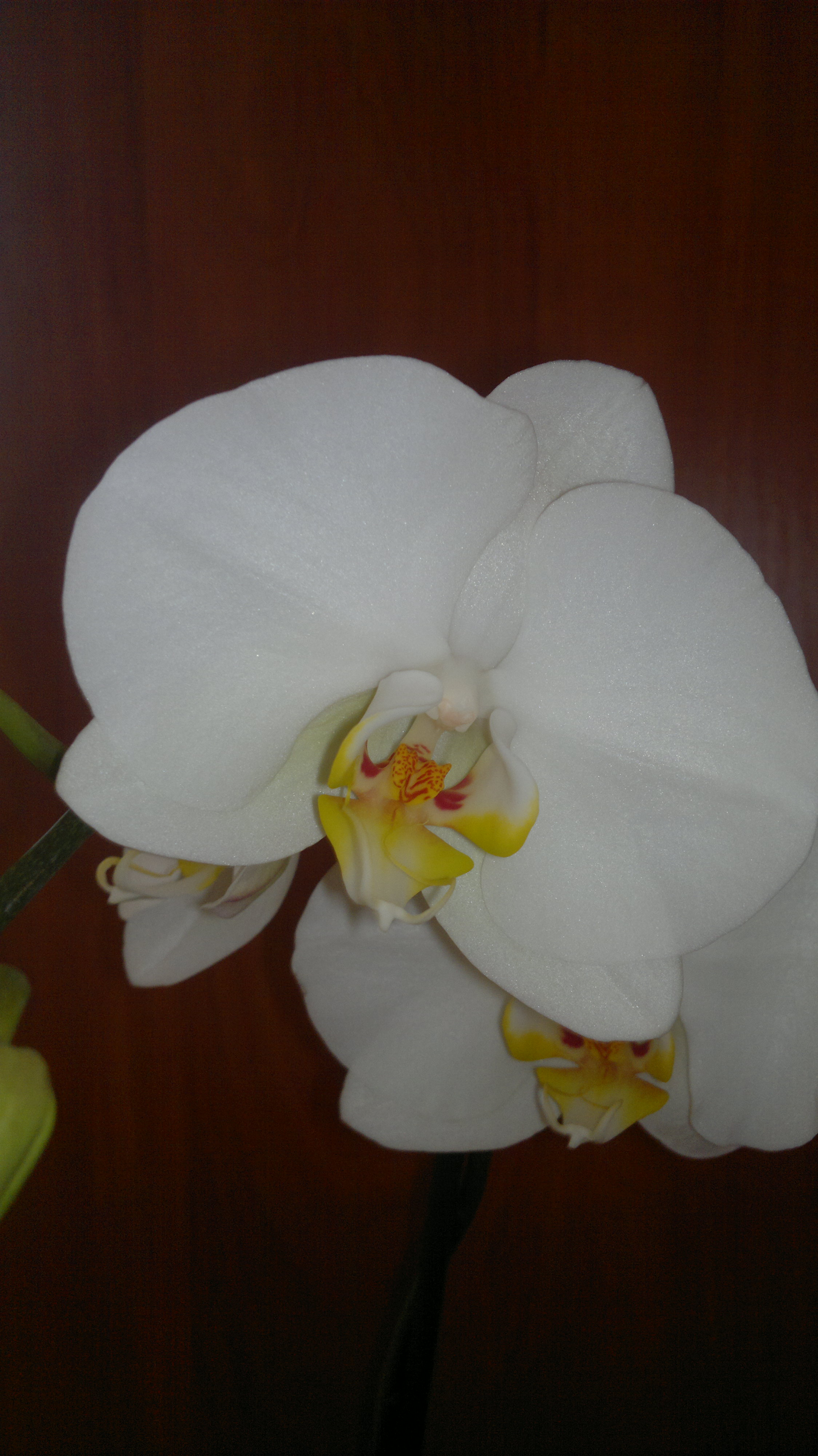
Bíle zbarvený květ

## Rozmnožování
Můrovec se rozmnožuje hlavně generativním způsobem. Ke správnému uchycení a klíčení semen pomáhají symbiotické houby. Většina těchto hub patří mezi stopkovýtrusné, nejčastěji se objevuje rod Rhizoctonia. Po vyklíčení semene se vytvoří pouze malé vláskovité kořínky a k plnému růstu se „odhodlají“ až ve chvíli, kdy se propojí s myceliem symbiotických hub. Symbiotické houby slouží jako hlavní zdroj výživy pro vyvíjející se rostlinu.

## Hybridy
Zahradnictví a jiné obchodní domy nabízejí širokou škálu barev a velikostí hybridů těchto rostlin. Hybridy jsou přizpůsobené k amatérskému pěstování. Díky tomu se rod můrovec stal jednou z nejprodávanějších pokojových rostlin.
Novinkou na trhu je orchidej zvaná 'Blue Mystique'. Jak z názvu vyplývá, jedná se o můrovec s blankytně modrou či tyrkysovou barvou květu. Tohoto zbarvení se podařilo docílit díky speciálnímu přírodnímu barvivu, jež bylo vynalezeno extra pro Phalaenopsis americkou společností SilverVase. Barvivo se aplikuje do stvolu těsně před vyvinutím poupat. Díky tomu listy orchideje nejsou modré, ale zelené, a tak zbarvení rostliny vypadá přirozeně.